# La regina di spade
La regina di spade (Queen of Swords) è una serie televisiva ambientata nella California dell'inizio del XIX secolo e girata principalmente in Spagna, che ruota attorno a una giovane nobildonna che combatte le ingiustizie nei panni della cosiddetta "Regina di Spade", una versione di Zorro al femminile. È andata in onda dal 7 ottobre 2000 al 2 giugno 2001: a causa dei bassi ascolti non fu infatti rinnovata per una seconda stagione.

## Trama
Nel 1817 una giovane aristocratica spagnola, Tessa Alvarado, torna in California dopo la morte del padre, ritrova la sua casa in rovina e il servo di suo padre costretto a rubare per mantenersi. La città è gestita da un governatore che abusa della sua potenza, Luis Montoya, affiancato dal capitano Marcus Grisham. Tessa, aiutata dalla fedele amica e servitrice Marta, decide di non starsene a guardare, indossa una maschera e nell'anonimato si schiera dalla parte dei poveri e degli oppressi combattendo i loro nemici.

## Personaggi e interpreti
- Tessa Alvarado / Regina di Spade, interpretata da Tessie Santiago
- Marta, interpretata da Paulina Gálvez
- Luis Ramirez Montoya, interpretato da Valentine Pelka
- Marcus Grisham, interpretato da Anthony Lemke
- Robert Helm, interpretato da Peter Wingfield
- Vera Hidalgo, interpretata da Elsa Pataky
- Don Gaspar Hidalgo, interpretato da Tacho Gonzalez

### Guest star
Bo Derek, David Carradine, Sung Hi Lee, Gael García Bernal.

## Note di produzione

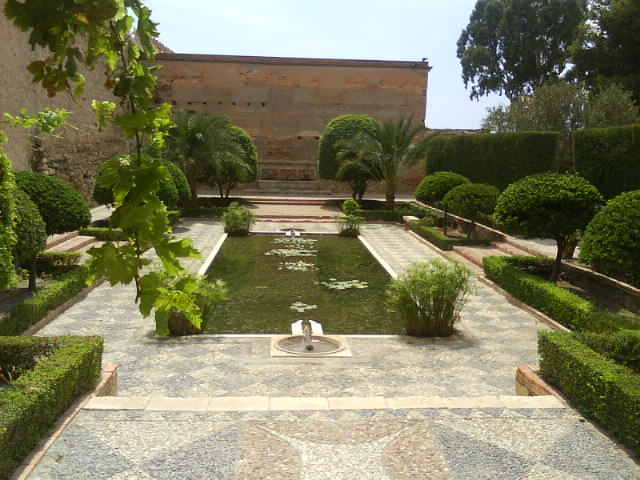
I giardini dell'Alcazaba di Almería sono stati utilizzati come giardino dell'Hacienda di Don Hidalgo

## Episodi
| Stagione       | Episodi | Prima TV USA | Prima TV Italia |
| -------------- | ------- | ------------ | --------------- |
| Prima stagione | 22      | 2000-2001    | 2003            |